# Extrasolar Planets Encyclopaedia
Extrasolar Planets Encyclopaedia (còn gọi là Encyclopaedia of exoplanetary systems hay Catalogue of Exoplanets, tạm dịch: Bách khoa toàn thư về các hành tinh ngoài Hệ Mặt Trời) là một website thiên văn học do Jean Schneider thành lập tại Đài quan sát Meudon ở Paris, Pháp vào tháng 2 năm 1995. Website này cung cấp thông tin về tất cả hành tinh ngoài Hệ Mặt Trời đã được phát hiện cũng như các ứng cử viên cho ngoại hành tinh. Mỗi hành tinh sẽ có những trang thông tin riêng cùng một bảng thông số đầy đủ. Danh mục chính của website bao gồm cơ sở dữ liệu của toàn bộ ngoại hành tinh đã biết lẫn các phát hiện chưa được xác nhận, và được cập nhật thường xuyên với dữ liệu mới từ những ấn phẩm và hội nghị đã được bình duyệt.
Trang dữ liệu của một hành tinh gồm có các thông tin cơ bản là năm phát hiện, khối lượng, bán kính, chu kỳ quỹ đạo, bán trục lớn, độ lệch tâm, độ nghiêng, kinh độ cận tinh, thời điểm cận tinh, biến thiên thời gian tối đa và thời điểm quá cảnh, cùng với các phạm vi sai số.
Ngoài các thông tin hành tinh cơ bản trên, trang dữ liệu còn chứa thông tin về sao chủ của nó, bao gồm tên, khoảng cách tính theo parsec, loại quang phổ, nhiệt độ hiệu dụng, cấp sao biểu kiến, khối lượng, bán kính, tuổi, và tọa độ thiên thể (xích kinh và xích vĩ). Không phải toàn bộ thông số đều được liệt kê trong bảng dữ liệu kể cả khi đã được biết rõ, và rất nhiều số liệu có thể đơn giản suy ra bằng cách áp dụng định luật ba Kepler về chuyển động thiên thể đều bị bỏ trống. Sự vắng mặt đáng chú ý nhất trên tất cả các trang chính là độ sáng của sao.
Tính đến tháng 6 năm 2011, danh mục đã bao gồm các thiên thể lên đến 25 lần khối lượng Sao Mộc, một sự gia tăng so với tiêu chí trước đó là 20 MJ. Đến năm 2016, giới hạn này đã được nâng lên 60 dựa trên một nghiên cứu về các mối quan hệ giữa khối lượng và mật độ.